# Valu lui Traian
Valu lui Traian é uma comuna romena localizada no distrito de Constanţa, na região de Dobruja. A comuna possui uma área de 63.29 km² e sua população era de 10139 habitantes segundo o censo de 2007.